# Jan Godefroy
Jan Godefroy (Leiden, 18 oktober 1859 – Steenwijk, 23 mei 1921) was een Nederlands musicus. 
Hij was zoon van boekhouder en organist Jan Godefroy en Geertruij Beatrix Martine Kosters. Hij was zelf getrouwd met Jacoba Adriana Willemina Piepers (1881) en Hermina Elisabeth Johanna Hartgers (1915). Zoon Jan Godefroy (1882-1958) werd schilder, etser, lithograaf en beeldhouwer, maar kreeg vooral bekendheid als pentekenaar, met name van architectuur.
Hij ontving zijn eerste lessen van zijn vader en ging vervolgens studeren aan de Koninklijke Muziekschool in Den Haag. Hij studeerde er orgel, piano, viool, fagot en muziektheorie. Hij ging in april 1880 orgel spelen in de Kleine Kerk in Steenwijk, alwaar hij ook muziekmeester werd. Vanaf 1892 tot 1913 was hij tevens dirigent van het Toonkunstkoor Heerenveen. Hij trad in Nederland op als pianist en organist. Daarnaast schreef hij een enkel werk zoals een Steenwijker Feestlied voor koor en orkest; het werd rond 1891 uitgevoerd door 550 personen. Hij was tevens enige tijd hoofdredacteur van het maandblad Het Orgel.
Vader Jan Godefro(o)y (Leiden, 22 augustus 1831 – aldaar 12 augustus 1885) was zoon van een ongetrouwde dienstbode Alida Godefrooy, die al vroeg overleed. Hij leerde zichzelf in de kapel van het weeshuis orgel spelen. Hij werd als organist aangesteld in de Lokhorstkerk en kreeg lessen van Jacob Hepp. Hij liet het orgel aanpassen, maar volgde Hepp in 1862 op als organist van de Pieterskerk op en bekleedde die functie tot aan zijn dood in 1885. Hij was lid van de vrijmetselaarsloge La Vertu. 